# Laurentius Laurinus
Laurentius Laurentii Laurinus den äldre, född 1573 eller 1577 i Söderköping, död 29 november 1655 eller 22 november (29 november) 1656 i Häradshammars socken, var rektor i Söderköping och kyrkoherde i Häradshammars församling i Östergötland. 1622 gav han ut musikläroboken Musicae rudimenta pro incipientibus necessaria.

## Biografi
Laurentius Laurinus den äldre föddes i Söderköping. Han var son till slottsfogden på Stegeborg Lars Olofsson och Helena Johansdotter. Laurinus far var från Skottland. Laurinus blev 1594 student vid Uppsala universitet och studerade sedan utomlands. Han blev 1603 magister i Wittenberg och prästvigdes samma år. Han blev 1603 konrektor i Söderköping och 1605 rektor där. År 1609 blev han kyrkoherde i Häradshammars församling och 1620 kontraktsprost i Vikbolands kontrakt. 
Han var riksdagsman vid riksdagen 1634.
Laurinus avled som blind 1655 eller 1656 i Häradshammars socken.
Ett porträtt av Laurinus hänger i Häradshammars kyrkas sakristia.

### Familj
Laurinus gifte sig första gången 1605 med Margareta Larsdotter (1570–1620). Hon var dotter till befallningsmannen över Vikbolandet Lasse Jonsson och Kjerstin Jacobsdotter. Margareta Larsdotter hade tidigare varit gift med domprosten Johannes Canuti (Trelogius) i Linköping. Laurinus och Larsdotter fick tillsammans barnen Catharina Laurinus (1606–1607), rådmannen Johannes Laurinus (1609–1686) i Stockholm, kyrkoherden Laurentius Laurinus den yngre i S:t Laurentii församling i Söderköping, samt 6 döttrar och 5 söner.
Han gifte sig andra gången 24 juni 1621 med Elisabeth Ungius (1602–1651). Hon var dotter till superintendenten Johannes Petri Ungius och Helena Månsdotter i Kalmar.

### Psalmer
- I himmelen, i himmelen (1986 nr 169) antas vara av Laurinus från 1620. Finns på Wikisource.
- Jag ville lova och prisa (1937 nr 359) troligen skriven av Laurinus 1622